# Rugalmasság (közgazdaságtan)
A közgazdaságtanban egy f(x) függvény rugalmassága azt mutatja meg, hogy hány százalékkal változik meg a függvény értéke, ha x értéke 1%-kal nő. Úgy is mondhatjuk, hogy a rugalmasság, amit ε-nal (epszilon) vagy az angol elasticity (rugalmasság) szó alapján E-vel jelölünk, f(x) x hatására történő százalékos változásának és x „nagyon kicsi” százalékos változásának hányadosa:
Ha viszont x változása tényleg „nagyon kicsi”, ahogy az fent is szerepel, akkor {\displaystyle {\frac {\Delta f(x)}{\Delta x}}} „nagyon megközelíti” f(x) x szerinti deriváltját az x0 helyen, vagyis:
Ez utóbbi a rugalmasság matematikailag pontos definíciója.
Minél nagyobb ε abszolútértéke, az f függvényt annál rugalmasabbnak nevezzük. (A rugalmasság előjelének is van jelentősége, az a derivált előjelét mutatja meg – vagyis azt, hogy f(x) az x0 helyen monoton növekvő vagy csökkenő.) Általában öt esetet szoktunk elkülöníteni:
- Ha {\displaystyle \varepsilon =0}, akkor a függvény tökéletesen rugalmatlan. (Az {\displaystyle f(x)=c\,} konstansfüggvény például minden pontjában ilyen.)
- Ha {\displaystyle 0<\vert \varepsilon \vert <1}, akkor rugalmatlan.
- Ha {\displaystyle \vert \varepsilon \vert =1}, akkor a függvény egységnyi rugalmasságú.
- Ha {\displaystyle \vert \varepsilon \vert >1}, akkor rugalmas.
- Ha pedig a derivált nem létezik, ezért ε nem értelmezhető, akkor tökéletesen rugalmas függvényről beszélhetünk.

A mikroökonómiában általában egy jószág keresleti és kínálati függvényének rugalmasságát (de olykor például a hasznossági függvény vagy a termelési függvény rugalmasságát is) vizsgáljuk. Az x változó megválasztásától függően definiálható:
- Árrugalmasság
- Helyettesítési rugalmasság
- Jövedelemrugalmasság
- Kereszt-árrugalmasság